# Ле Шапељеов закон
Ле Шапељеов закон донет је 14. јуна 1791. године у Француској. Њиме су забрањени штрајкови радницима који су били незадовољни ниским зарадама.
Полет у индустрији и живљи економски односи допринели су развитку штрајкачког покрета међу париским радницима чија је ниска зарада била у оштрој супротности с повишеним ценама животних намирница. Париска општинска првобитно је осудила штрајкове под изговором да они обнављају старе, предреволуционарне корпорације. Када радници нису прекинули са штрајковима, скупштина је 14. јуна 1791. године, по саслушању реферата посланика Ле Шапељеа донела закон којим се забрањују штрајкови и све врсте радничких организација и прописују свирепе казне за покретаче штрајкова и све оне који у њима учествују, у случају да се штрајкачи служе претњом и насиљем. 